# Tvättomat

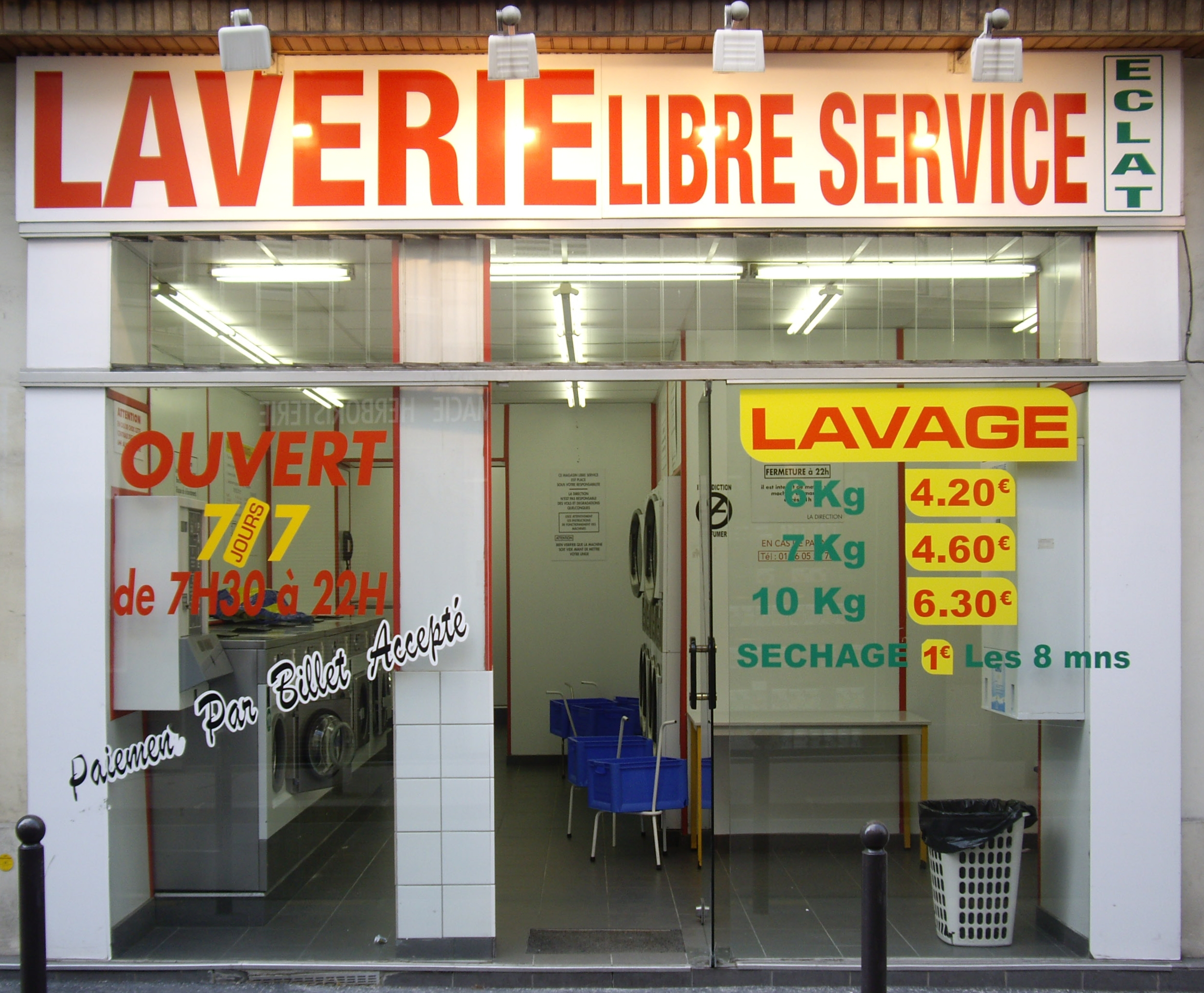
En tvättomat i Paris.

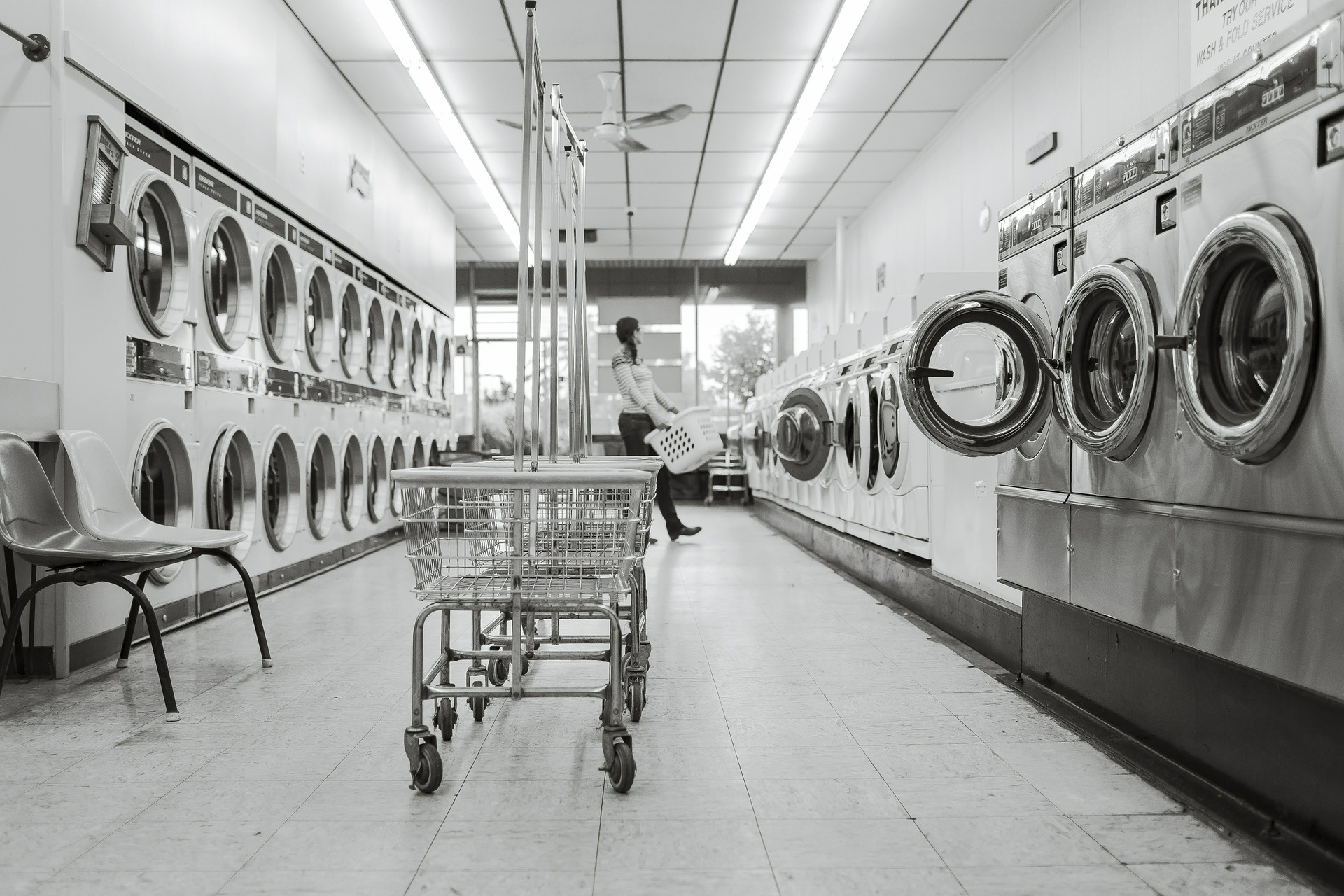
En tvättomat.

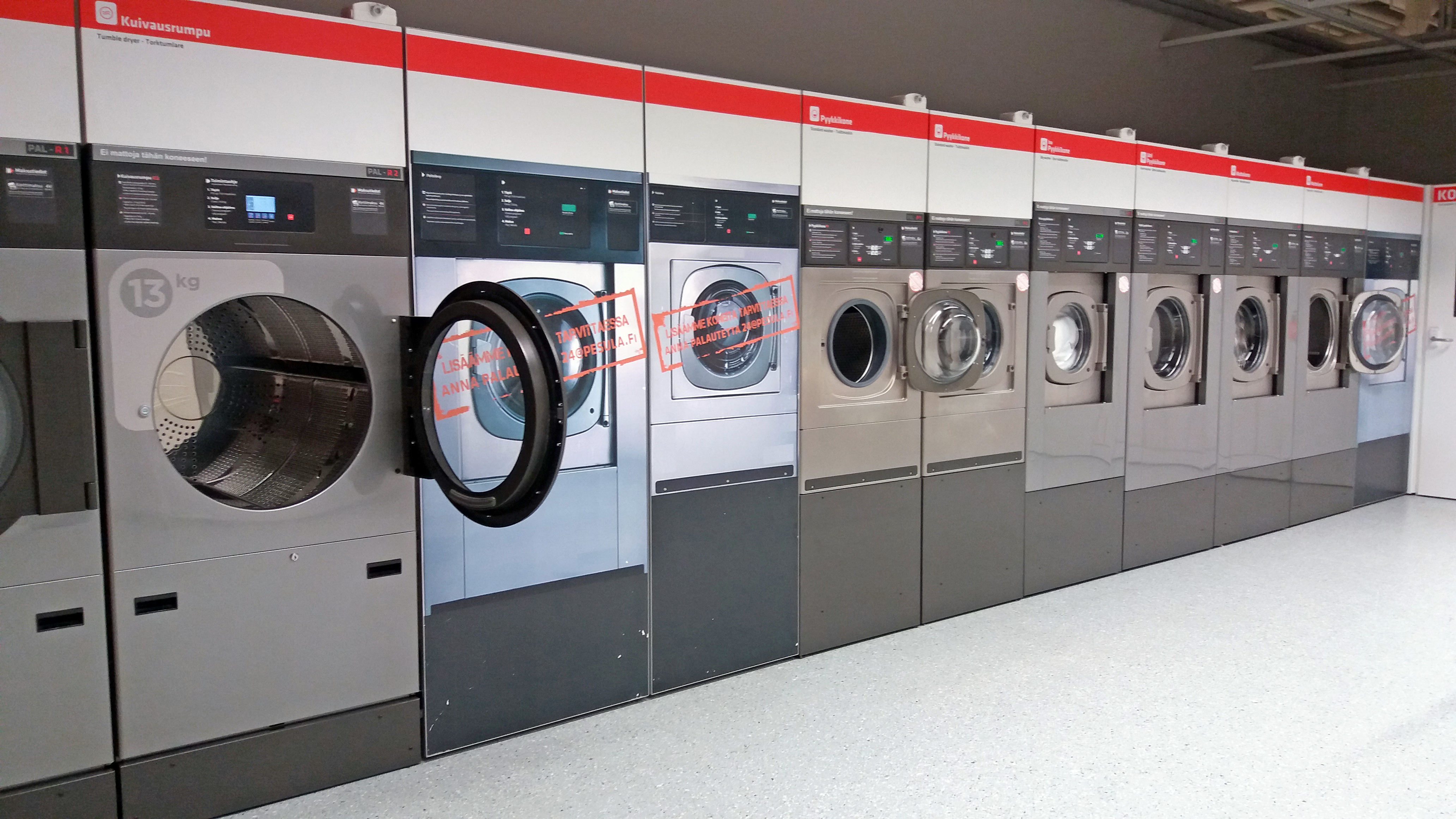
En tvättomat i Jyväskylä i Finland.

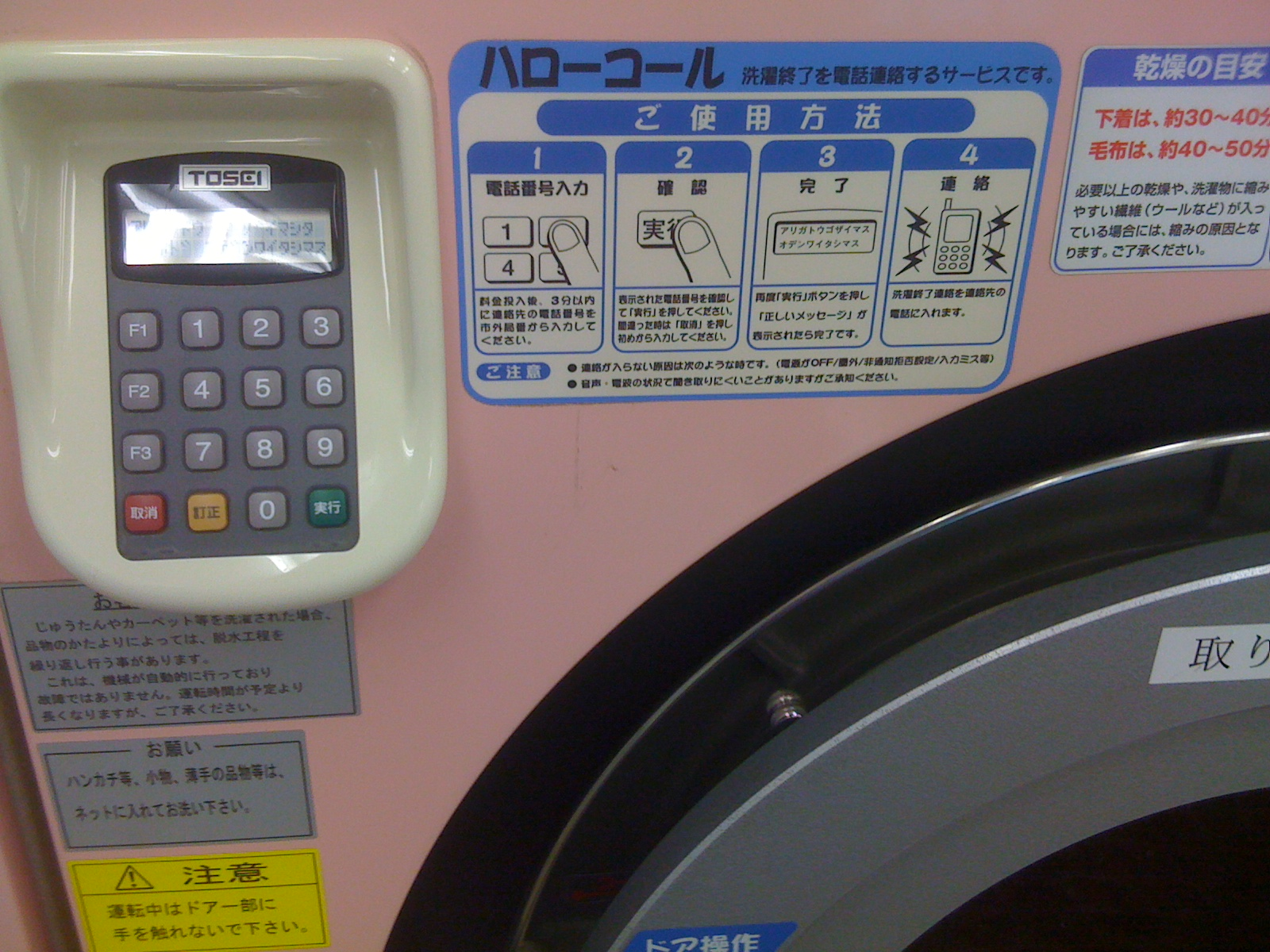
En tvätt- och torkmaskin i Japan. Maskinen ringer upp kunden när tvätten är klar.

Tvättomat (tvättautomat) är en allmän tvättinrättning med självbetjäning där allmänheten kan tvätta smutstvätt.
En tvättomat är ett alternativ till tvättstuga. De brukar ha långa öppettider eller rent av dygnet-runt-öppet. Traditionellt aktiveras maskinerna med hjälp av mynt i myntinkast. Tvättomater är vanligen obemannade, men kan ibland ha anställda som bevakar tvätt och inredning, felanmäler maskiner, växlar pengar och säljer tvättmedel. Det är vanligt att tvättomater är belägna mitt i storstadskvarter. De är bland annat vanligt förekommande i USA.

## I USA, Kanada, Australien och Storbritannien
I USA, Kanada och Australien kallas tvättomater för laundromats eller washaterias. Den första tvättomaten öppnades av Noah Brannen i Fort Worth i Texas 1933.
I Storbritannien kallas tvättomater för launderettes, alternativt laundrettes, och där öppnades den första 9 maj 1949 i Queensway i London. I Storbritannien finns de flesta tvättomaterna i städerna och förorterna, och blev vanliga under 1950-talet.

## I Sverige och Finland
Kooperativa Förbundet startade en tvättomatkedja under 1950-talet. 1966 skrev Dagens Nyheter att det började bli allt vanligare att äkta män skötte familjens veckotvätt i tvättomat. Med åren ersattes allt fler tvättomater med tvättstugor. Under 1980-talet fanns det fyra tvättomater kvar i Vasastan i Stockholm.
Det finns ett fåtal tvättomater i Sverige, åtminstone i Stockholm. De är bemannade och där erbjuds huvudsakligen andra servicetjänster. 2008 hade en av tvättomaterna vid Odenplan ungefär två till tre kunder i veckan som tvättade på egen hand.
I Finland finns det bland annat en rikstäckande tvättomatkedja (2018).